# Rondorfer Straße 9
Das Gebäude Rondorfer Straße 9 war eine Villa im Kölner Stadtteil Marienburg in der Villenkolonie Köln-Marienburg, die 1923/24 errichtet und 1977 abgebrochen wurde. Sie diente zuletzt als Residenz des Botschafters von Indien in der Bundesrepublik Deutschland.

## Geschichte
Die Villa entstand für Hans Werner Schmidt, Geschäftsführer und Mitinhaber der als Bauherr auftretenden gleichnamigen Firma H. W. Schmidt GmbH, nach einem Entwurf des ebenfalls in Marienburg ansässigen Architekten Theodor Merrill (1891–1978). Als Gartenarchitekt wirkte Heinrich Wiepking-Jürgensmann. Ursprünglich war das Grundstück für die Erstellung zweier Villen vorgesehen. Das Gebäude wurde seinerzeit in Fachveröffentlichungen vielfach rezipiert, darunter in der Zeitschrift Deutsche Bauhütte.
Nachdem Bonn 1949 Regierungssitz der Bundesrepublik Deutschland geworden war, richtete die Republik Indien spätestens bis 1952 in der Villa die Residenz ihrer Botschaft, den Wohnsitz des Botschafters, ein. 1969 verlegte Indien die Residenz nach Bad Godesberg. Im Vorgriff auf die Errichtung einer Wohnanlage an der Rondorfer Straße 1970/71 wurde das Grundstück des Anwesens parzelliert und dabei unter Verlust der Gartenfläche und Abriss des Garagen- und Chauffeurhauses um die Hälfte reduziert. Der Abbruch der Villa selbst erfolgte 1977 zwecks Errichtung einer weiteren Wohnanlage.

## Architektur
Das Anwesen befand sich auf einem Eckgrundstück und bestand als Landhaus aus mehreren um einen Hof gruppierten Bauten: einem Wohnhaus, einem angeschlossenen winkelförmigen Wirtschaftsflügel sowie einem freistehenden Garagen- und Chauffeurshaus, zu dem ein stilisiertes Tor eine Überleitung schaffte. Stilistisch lässt sich die Villa in ihrer Betonung der horizontalen Achse und der Dachform der traditionalistischen Stuttgarter Schule mit Elementen regionaler, rheinischer Architektur zurechnen.
Zentraler Innenraum war die Diele, an sie waren beidseitig das Esszimmer und – an außergewöhnlichem Standort – das Kinderzimmer angeschlossen. Der Architekt hatte auch die Inneneinrichtung größtenteils übernommen und in unterschiedlichen Stilformen ausgeführt. Die Eingangshalle war mit einer angedeuteten Holzbalkendecke und einem hölzernen Treppenhaus ausgestattet, ihre Gestaltung ließ sich als rheinisch-barock beschreiben. Der zur Bauzeit vorherrschende Expressionismus fand sich im Herrenzimmer außer im Mobiliar in einem als Rabitzkonstruktion hergestellten Gewölbe und im Schlafzimmer insbesondere in dekorativen Schränken wieder.

„[Die Villa] gehörte wohl (…) zu den Lieblingsschöpfungen des Architekten, der hier auch ganz seinen Vorstellungen von einem Gesamtkunstwerk nachkommen konnte.“